# ベアードモア氷河
ベアードモア氷河（ベアードモアひょうが、Beardmore Glacier、ベアドモア氷河、ビアードモア氷河）は、南極大陸に存在する氷河。
世界最大の氷河であるランバート氷河の発見以前に世界最大とされた谷氷河で、全長200km、幅40kmに達する。南極高原の2,200m地点からロス棚氷へ流れる。東側にクイーンモード山脈のコモンウェルス山脈、西側に中央南極横断山脈のクイーン・アレクサンドラ山脈が位置する。
急勾配の登り斜面ではあるが、南極横断山脈を越えて南極高原へ至る主要経路の一つであり、初期の南極点到達ルートの一つでもあった。
1908年、アーネスト・シャクルトンがニムロド遠征中に発見し、スポンサーであったスコットランドの実業家ウィリアム・ベアードモアにちなんで命名した。この遠征では南極点にたどり着く前に引き返したが、南極点へ到達可能な経路であることを証明し、南極高原へ踏み入った最初の人類となった。1911年から1912年にかけてのテラノバ遠征では、ロバート・スコットが同様の経路で南極点に到達している。